# دانی (بازیکن فوتبال، زاده ۱۹۷۶)
دانی (پرتغالی: Dani؛ زادهٔ ۲ نوامبر ۱۹۷۶) بازیکن فوتبال اهل پرتغال است.

## باشگاهی
از باشگاه‌هایی که در آن بازی کرده‌است می‌توان به باشگاه فوتبال بنفیکا، باشگاه فوتبال آژاکس آمستردام، باشگاه فوتبال وستهام یونایتد، باشگاه فوتبال اسپورتینگ پرتغال و باشگاه فوتبال اتلتیکو مادرید اشاره کرد.

## تیم ملی
وی همچنین در تیم ملی فوتبال پرتغال بازی کرده‌است.